# Timoclea roemeriana
Timoclea roemeriana is een tweekleppigensoort uit de familie van de Veneridae. De wetenschappelijke naam van de soort is voor het eerst geldig gepubliceerd in 1869 door Issel.